# Église catholique aux îles Féroé
Ne doit pas être confondu avec Église des îles Féroé.
L'Église catholique aux îles Féroé (en danois : Katolske Kirke på Færøerne), désigne l'organisme institutionnel et sa communauté locale ayant pour religion le catholicisme aux Îles Féroé.
L'Église aux îles Féroé est organisée en une unique circonscription ecclésiastique, qui n'est pas soumise à une juridiction nationale au sein d'une Église nationale mais qui est sous la juridiction du diocèse de Copenhague, Église particulière exemptée qui est soumise à la juridiction universelle du pape, évêque de Rome, au sein de l'« Église universelle ».
Le saint patron de la paroisse est saint Olaf.
La Constitution du Danemark de 1849 reconnait que « l’Église évangélique luthérienne est l’Église du peuple danois » et donne la liberté de religion à l’Église catholique.
L'Église catholique est une communauté minoritaire aux îles Féroé qui ont pour religion d'État la religion de l'Église luthérienne des îles Féroé.

## Organisation
L'Église catholique aux îles Féroé ne disposent que d'une unique église, l'église Sainte-Marie (en) (en féroïen : « Mariukirkjan ») à Torshavn.

## Institutions
L'Église catholique aux îles Féroé ne dispose que d'une seule communauté religieuse, les Sœurs Franciscaines qui ont dirigé une école, l'école Saint-François, jusqu'en 1985.  
Le couvent des sœurs franciscaines, appelé "Kerit", est situé à côté de l'église.

## Statistiques
Selon le recensement de 2011, parmi les 50 000 habitants que compte les îles Féroé, il y avait 33 018 chrétiens (95,44%), dont la religion majoritaire est la religion luthérienne de l'Église des îles Féroé. Seulement 150 habitants sont catholiques dont deux tiers sont originaires de plus de 23 pays.